# Ли Ик
Ли Ик (известен также под псевдонимами Ли Сен Хо и Сонхо; 1682, Ансан — 1764, Хансон) — корейский учёный-философ

, представитель школы сирхакпха.

## Биография
Родился в богатой знатной семье янбана, благодаря чему имел возможность ознакомиться с некоторыми западноевропейскими научными идеями. В ряде вопросов, в частности, о духовном и материальном начале, был последователем конфуцианства, но выступал с резкой критикой неоконфуцианства, буддизма и даосизма, а также существовавших в его время в Корее политических и социальных порядков, имея взгляды, близкие к материалистическим. Выступал за модернизацию земельных отношений и предложил собственную концепцию их реформирования.
Оставил более ста работ, которые были опубликованы в XX веке, из которых наиболее известен фундаментальный труд «Суждения о различных вещах» («Сэсоль юсон»), обобщающий взгляды Ли Ика на конфуцианское учение, а также посвящённый вопросам географии, астрономии и этнографии. Также известна его работа «Новые размышления о четырёх началах и семи эмоциях» («Ca иль синпхён»), в которой он рассматривает идеальное начало (ли) и материальное (ки), приходя к выводу, что ки является первообразующим.